# Ministerium für Inneres und Sport des Landes Sachsen-Anhalt

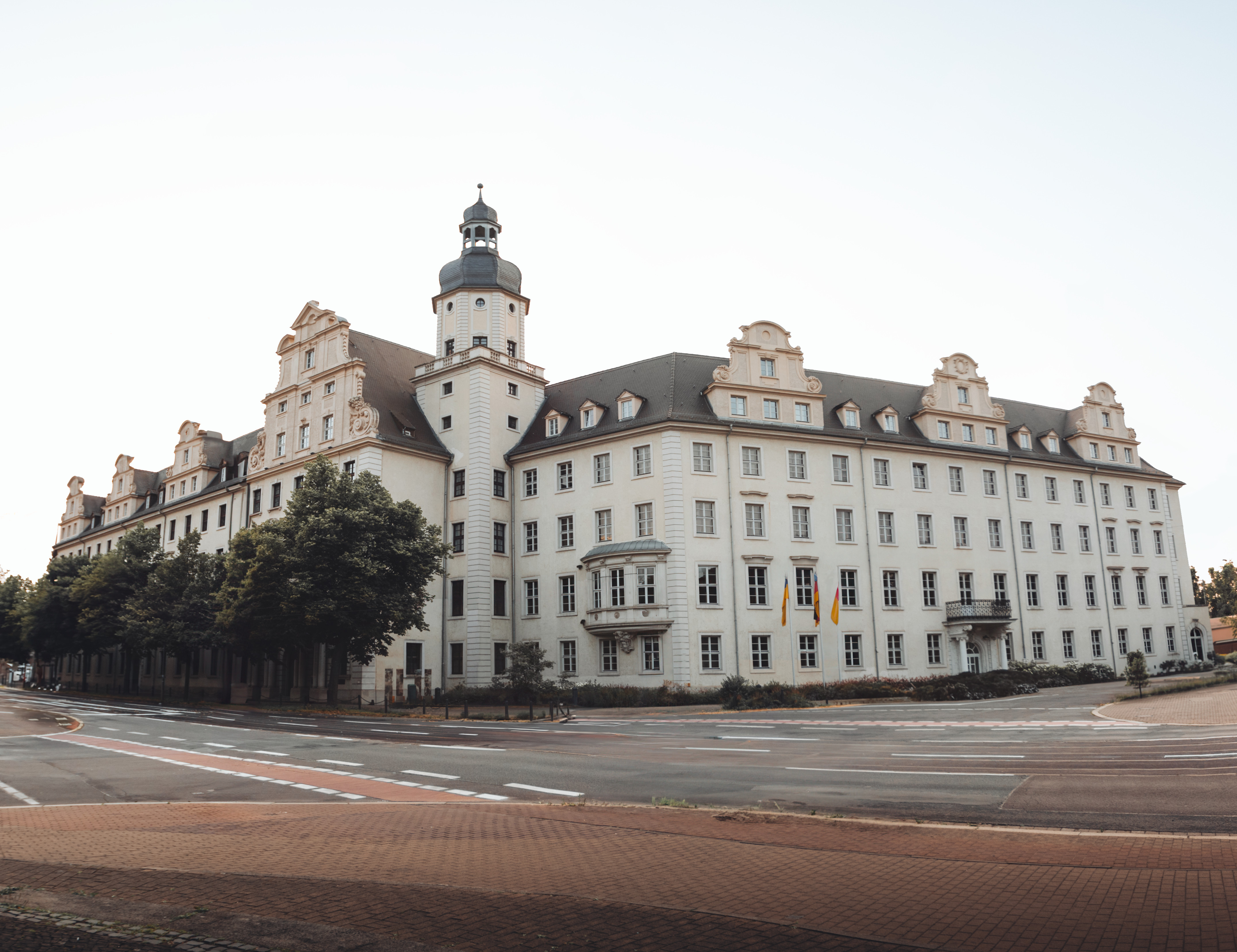
Sitz des Ministeriums in Magdeburg (2023)

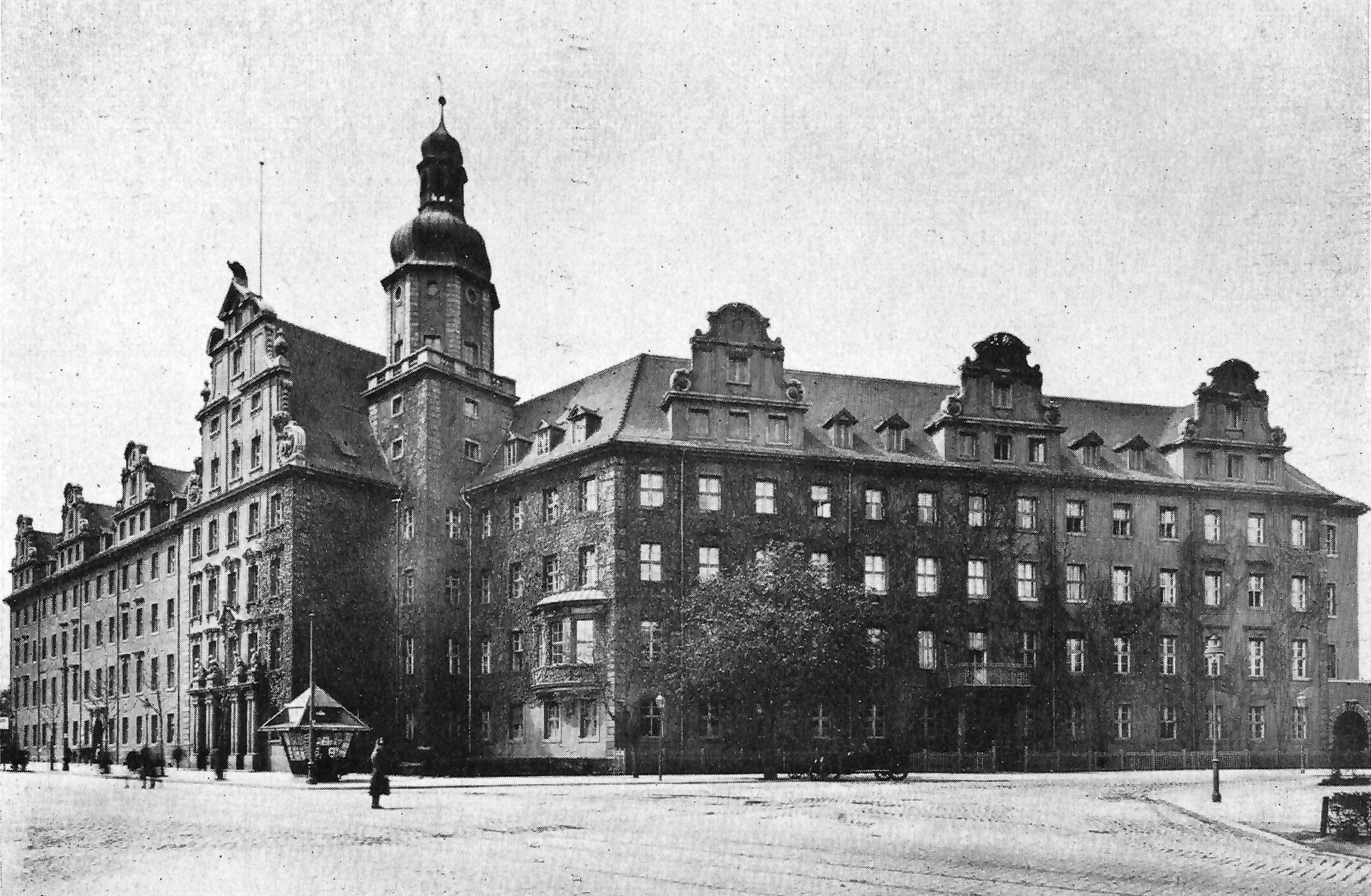
Ministeriumsgebäude in den 1920er Jahren als Polizeipräsidium

Das Ministerium für Inneres und Sport des Landes Sachsen-Anhalt ist ein Ministerium der Landesregierung von Sachsen-Anhalt. 

## Leitung
Ministerin ist seit dem 16. September 2021 Tamara Zieschang, ihr steht Klaus Zimmermann als Staatssekretär zur Seite.
Der Dienstsitz des Ministeriums in der Halberstädter Straße 2 in Magdeburg war von seiner Errichtung 1913 bis zur deutschen Wiedervereinigung 1990 Sitz der Polizei im Bezirk Magdeburg. Er diente in dieser Zeit auch als Polizeigefängnis.

## Geschichte
Nach dem Zweiten Weltkrieg bestanden zunächst noch keine Ministerien. In der 1945 gebildeten „Provinzialverwaltung Sachsen“ war Präsident Erhard Hübener für die Kommunalabteilung zuständig. 1946 wurde dann ein Innenministerium gegründet, welches bis zur Auflösung des Landes 1952 bestand.
Mit der Wiedergründung des Landes Sachsen-Anhalt 1990 wurde das Ministerium des Innern wiedergegründet. Seit dem 30. August 2011 trägt es den Namen „Ministerium für Inneres und Sport“.

## Aufbau des Ministeriums
Das Ministerium gliedert sich in folgende Abteilungen:
- Abteilung 1: Zentrale Angelegenheiten und Personalmanagement
- Abteilung 2: Öffentliche Sicherheit und Ordnung
- Abteilung 3: Kommunal- und Hoheitsangelegenheiten, Migration und Sport
- Abteilung 4: Verfassungsschutz Sachsen-Anhalt

## Nachgeordnete Behörden und Bereiche
Dem Ministerium sind folgende Behörden und Bereiche nachgeordnet:
- Aus- und Fortbildungsinstitut Sachsen-Anhalt[3]
- Institut für Brand- und Katastrophenschutz Heyrothsberge[4]
- Landesarchiv Sachsen-Anhalt[5]
- Landesverwaltungsamt Sachsen-Anhalt[6]
- Polizei Sachsen-Anhalt[7]
- Statistisches Landesamt Sachsen-Anhalt[8]